# 전신 홍반성 루푸스
전신 홍반성 루푸스(systemic lupus erythematosus, SLE) 또는 전신 홍반성 낭창 또는 그 일반적인 줄임말 루푸스(lupus)는 세포핵의 특정 단백질에 대한 자가항체가 생성되고 면역계의 이상에 의해 자신의 세포나 조직이 파괴되는 만성 염증성 자가 면역성 질환이다.
루푸스(lupus)는 라틴어로 '늑대'를 뜻한다. 이 질병은 13세기에 발진이 늑대에게 물린 것처럼 보인다고 생각되어 루푸스라는 이름이 붙었다.
루푸스는 류마티스 관절염 등과 같이 류머티즘성 질환이다. 그러나 관절이라는 특정부위에만 주로 영향을 주는 류마티스 관절염과는 달리 루푸스는 전신 홍반성 루푸스(systemic lupus erythematosus이라는 이름에서도 알 수 있듯이 관절과 근육뿐만 아니라 피부, 신경조직, 폐, 신장, 심장과 조혈기관 등 온몸의 모든 조직을 공격대상으로 삼기 때문에 질환의 진행에 대한 예측이 어렵고, 다양한 증상으로 나타나 임상적으로도 진단과 치료에 많은 어려움을 겪고 있다.
병원에서의 치료의 목표 또한 ‘증상이 나타나지 않는 안정된 상태를 유지하는 것’에 초점을 두고, 전문 의학적 치료법으로 루푸스의 증상과 활성화 정도를 조절하면서 환자 스스로가 당뇨병과 같이 평생 지속적인 관리를 할 수 있도록 환자교육 등에 힘써 건강하고 정상적인 삶을 유지할 수 있도록 하고 있다.

## 증상
루푸스로 인한 합병증을 예방하기 위해서는 본인 스스로 자신의 신체의 변화가 루푸스와 관련된 변화임을 인지할 수 있어야 하고, 함께 주치의와 협의하여 정기적인 검진을 시행해야 한다.
- 가슴통증(chest pain, 흉통)이 있다.
- 간혹이라도 숨쉬기가 힘들고, 가쁘고 짧은 호흡을 하게 된다.
- 최근 감기는 아닌데 미열(37.5℃ 아래의 열)이 있고, 몸 이곳 저곳이 쑤셨다.
- 이유 없이 기분이 가라앉고 우울한 감정을 경험했다.
- 평상시 나와는 다른 행동과 생각을 한다.
- 손, 발 등이 감각이 무디다.
- 근육이 탄력이 떨어지고, 약해지는 느낌이다.
- 늘 신던 신발이 작게 느껴지고, 종아리와 발이 붓는 것 같다.